# Molophilus tenuiclavus
Molophilus tenuiclavus là một loài ruồi trong họ Limoniidae. Chúng phân bố ở miền Australasia.